# Quattro Adventure
Quattro Adventure is een computerspel dat werd ontwikkeld door The Codemasters Software Company Limited en uitgeven door Camerica Limited. Het spel kwam in 1993 uit voor het platform Nintendo Entertainment System. 
De spelcartridge omvat vier verschillende actiespellen:
- Boomerang Kid
- Super Robin Hood
- Treasure Island Dizzy
- Linus Spacehead

## Ontvangst
| Beoordeeld door       | Datum             | Score |
| --------------------- | ----------------- | ----- |
| N-Force               | juli 1992         | 80%   |
| GamePro (USA)         | mei 1992          | 70%   |
| NES Archives          | 5 juni 2001       | 42%   |
| The Video Game Critic | 16 september 2001 | 33%   |